# Jean Fourastié

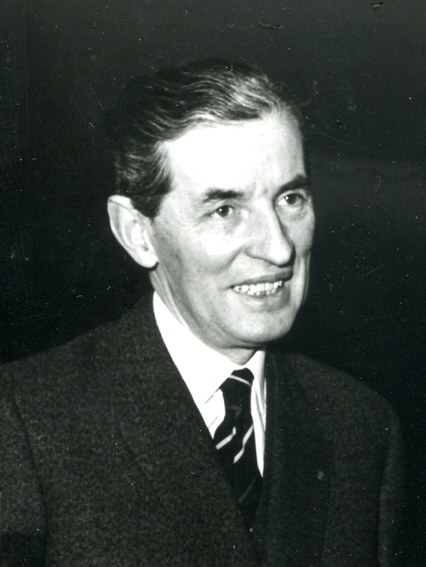
Jean Fourastié (undatiert)

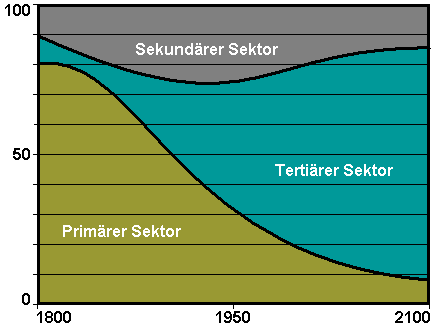
Entwicklung der drei Wirtschaftssektoren nach Fourastié

Jean Fourastié (eigentlich: Jean Joseph Hubert Fourastié; * 15. April 1907 in Saint-Benin-d’Azy, Département Nièvre; † 25. Juli 1990 in Douelle, Département Lot) war ein französischer Wirtschaftswissenschaftler und Mitentwickler der Drei-Sektoren-Hypothese für die wirtschaftliche Entwicklung eines Staates.

## Leben
Jean Fourastié zählte 1945 zu den Wirtschaftsexperten um Jean Monnet.

## Werke
- Le Grand Espoir du XXe siècle. Progrès technique, progrès économique, progrès social. Paris, Presses Universitaires de France, 1949, 1989, ISBN 978-2-07-071704-0. Deutsche Ausgabe: Die große Hoffnung des 20 Jahrhunderts. Köln-Deutz, Bund-Verlag, 1954.
- Die große Metamorphose des 20. Jahrhunderts. Düsseldorf, Econ, 1966.
- Gesetze der Wirtschaft von Morgen. Drei Grundlegende Essais: Warum Wir Arbeiten. Die Zivilisation im Jahre 1975. Die Produktivität Düsseldorf, Econ, 1967.
- Les 40.000 Heures, Paris, Robert Laffont 1965; deutsche Ausgabe: Die 40.000 Stunden. Aufgaben und Chancen der sozialen Evolution, Düsseldorf/Wien, Econ-Verlag 1966.
- Les trente glorieuses : ou la révolution invisible de 1946 à 1975, durchgesehene und aktualisierte Ausgabe, Paris, Fayard, 1992, ISBN 2-01-008988-X
- mit Jan Schneider: Warum die Preise sinken, Produktivität und Kaufkraft seit dem Mittelalter, in: Deutsch-Französische Studien zur Industriegesellschaft Nr. 7, Campus Verlag, Frankfurt, New York, 1989, ISBN 978-3-593-33904-7.